# Embaixada de Cabo Verde em Lisboa
A Embaixada de Cabo Verde em Lisboa é a principal missão diplomática de Cabo Verde em Portugal, na capital Lisboa. Está situada na Av. do Restelo, em Belém.
Atualmente, o embaixador de Cabo Verde em Lisboa é a Eurico Correia Monteiro.

## Consulados
Além da Embaixada em Lisboa, Cabo Verde tem cinco consulados em Portugal:
- Açores (Consulado-geral)
- Coimbra (Consulado-geral)
- Madeira (Consulado-geral)
- Portimão (Consulado-geral)
- Porto (Consulado-geral)